# Gojčin (Republika Serbska)
Gojčin (cyr. Гојчин) – wieś w Bośni i Hercegowinie, w Republice Serbskiej, w gminie Osmaci. W 2013 roku liczyła 112 mieszkańców.